# Општина Биертан (Сибињ)
Биертан (рум. Biertan) општина је у Румунији у округу Сибињ.
Oпштина се налази на надморској висини од 436 m.